# (10498) Bobgent
(10498) Bobgent est un astéroïde de la ceinture principale.

## Description
(10498) Bobgent est un astéroïde de la ceinture principale. Il fut découvert le 11 septembre 1986 à la station Anderson Mesa par Edward L. G. Bowell. Il présente une orbite caractérisée par un demi-grand axe de 2,29 UA, une excentricité de 0,26 et une inclinaison de 8,0° par rapport à l'écliptique.

## Compléments